# المحل (عبس)

تعديل مصدري - تعديل

المحل هي إحدى قرى عزلة بني حسن بمديرية عبس التابعة لمحافظة حجة، بلغ تعداد سكانها 724 نسمة حسب تعداد اليمن لعام 2004.